# Cofttek
Cofttek, abreviatura de Cofttek Holding Limited, es un fabricante farmacéutico con sede en China establecido en 2008 por el Dr. Zeng. La empresa introdujo la producción en masa de PEA y Alpha-GPC.
Cofttek ofrece servicios de síntesis y fabricación a medida. Ha establecido la "Beca Cofttek" en la Universidad de Linfield, y en el Colegio de Nueva Jersey.